# Natura 2000-område nr. 159 Bagholt Mose
Natura 2000-område nr. 159 Bagholt Mose  er et Natura 2000-område der består af habitatområde  nr. H140 og  har et areal på  13,60 km².  Cirka 84 ha af arealet ejes  af Naturstyrelsen.  Natura 2000-området ligger   i Vandområdedistrikt II Sjælland  i vandplanomåde  2.4 Køge Bugt  i Faxe Kommune .

## Områdebeskrivelse
Området består af den fredede Bagholt Mose der ligger i Munkeskov ved Haslev. Mosen er en tidligere meget større højmose, og har tidligere været anvendt til tørvegravning og ligger som en mosaik af forskellige mosetyper og er levested for en række sjældne planter og dyr. En stor del af mosen er skovbevokset, men  i den lysåbne del findes de største naturværdier.
Da den tidligere tørvegravning stedvist har blotlagt kalkholdige lag, har givet grobund for den sjældne liden kæruld og  orkidéer som mygblomst, plettet gøgeurt og hjertelæbe. Mosen er også en vigtig lokalitet for en række sjældne arter af mosser, og kærgittermos (Cinclidium stygium) har sit eneste østdanske voksested her. Den lysåbne del af mosen huser også flere kødædende plantearter. Den skovbevoksede del af mosen består overvejende af bevoksninger af rødel eller dunbirk iblandet tørst, almindelig røn, rødgran og gråpil. Der er enkelte mindre vandhuller med åbne vandflader i mosen.

## Fredninger
I mosen blev et areal på 17 hektar fredet i slutningen af 1980'erne